# 金台寺

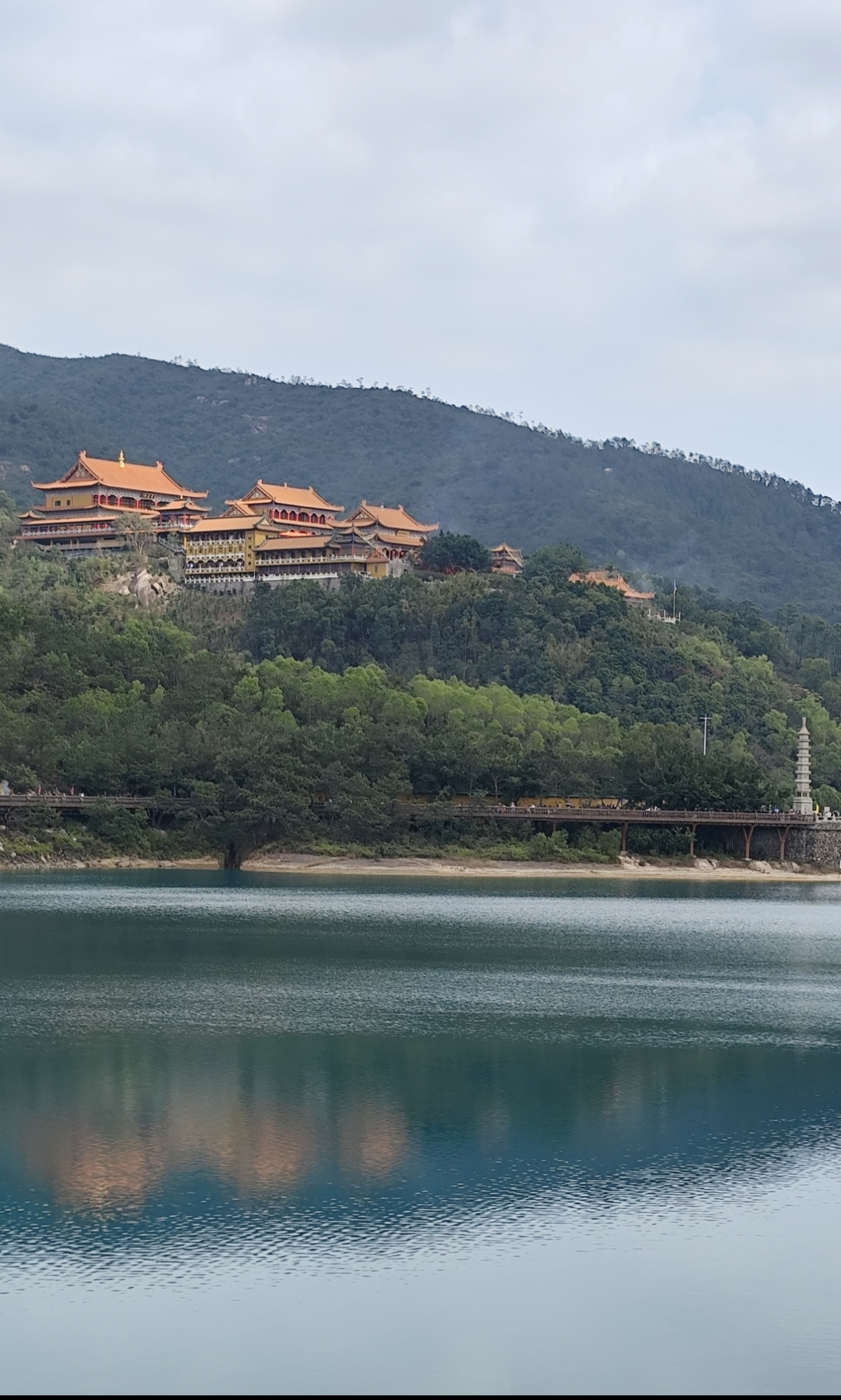
位于黄杨山南麓新金台寺，摄于2024年2月15日(年初六)

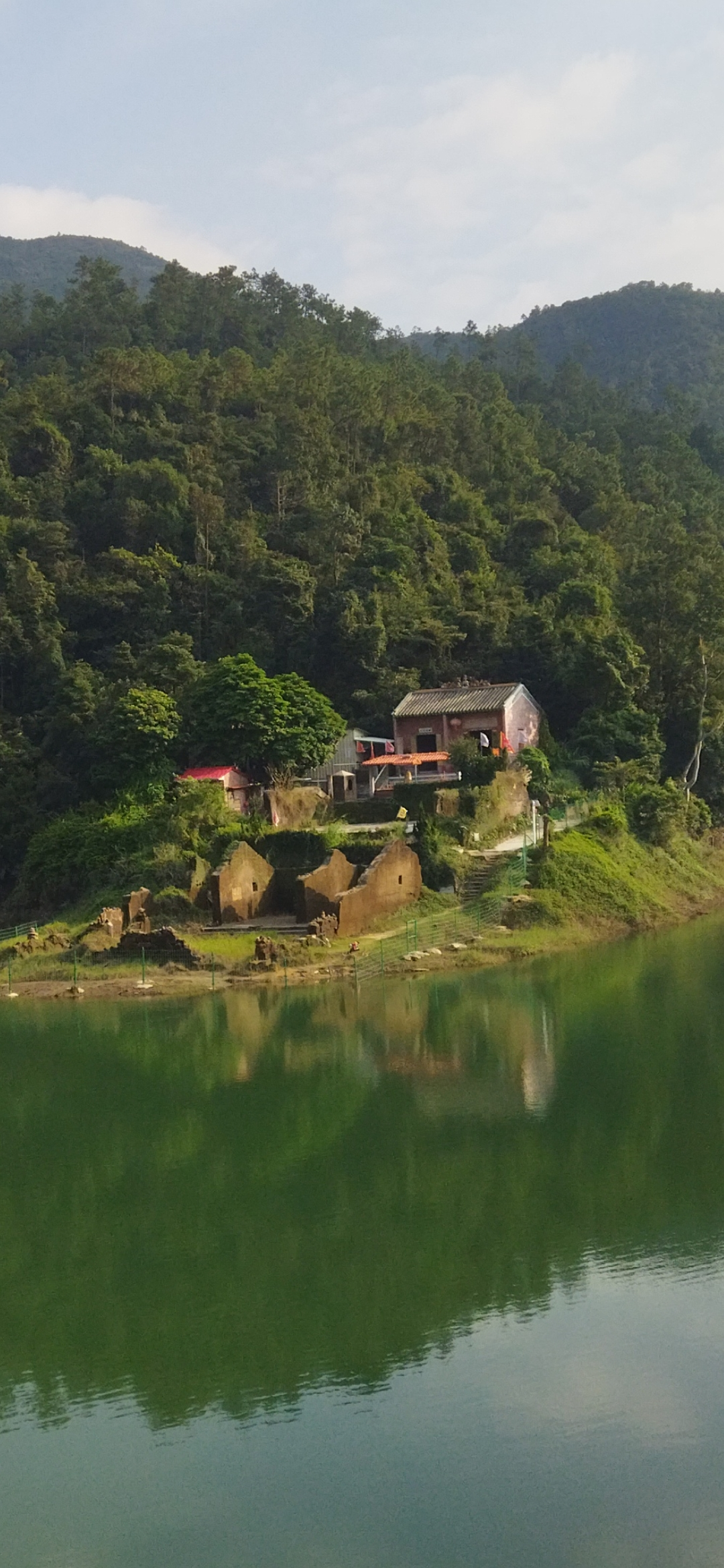
Zhuhai_old_Jintai_Temple_General_view_(cropped)

金台寺原名金台精舍，位于广东省珠海市斗门区黄杨山第二峰中腰（大赤坎村人称为乌苏峰），座南向北。

## 历史
南宋末年，宋军在新会崖门抗元失败后，承节侍郎赵时纵，大理寺丞龚行卿、翰林学士邓光荐等人为了逃避元兵的追杀，建寺在此隐居。清乾隆年间立寺并扩建，内有大块石横匾，刻着“金台寺”三个大字，字体刚劲有力。
中华人民共和国成立后，各种政治运动和水利工程让金台寺受到极大的破坏，1958年大跃进期间拆掉主体建筑物，1981年兴建发电站时彻底毁掉。1992年11月在黄杨山南麓的“将军卸甲”（斗门人称猪乸槽）的105.3米处重建金台寺，该寺占地面积2万多平方米，由释弘如法师任住持，释界心法师任监院。1994年10月建成390平方米的大雄宝殿，还建成了大山门、天王殿、大雄宝殿、藏经阁、钟鼓楼、僧房、客房、齐堂以及登山石阶、环山公路等配套建筑设施约7000多平方米。

## 现在
1998年8月金台寺入选重达53公斤的《中国佛教2000年》纪念画册，同年12月，在广东省840家开放寺院中又被评为20家文明寺院之一；2001年6月被评为珠海市十佳风景区之一；2002年在广东省5000多家宗教活动场所中荣获广东省民族宗教事务局颁发的宗教界为社会主义现代化建设服务先进集体；连续三年在黄杨金台寺举办了三届水陆大法会。
随着寺院不断扩大，四众弟子越来越多，观光游客川流不息，大小车辆来往不绝。特别是每年春节期间，来自港澳的善男信女及珠海、江门、中山、新会等地的遊客数万人，车辆千多台。如今的金台寺，已成为知名的宗教活动场所，每逢佛诞及习俗节日，寺内香客如潮，热闹非凡。

## 交通
公共汽车：411路、L6路、L7路